# OKAY
OKAY s.r.o. byla společnost provozující řetězec obchodů se spotřební elektronikou. Byla založená v roce 1994 Jindřichem Životským. Sídlí v Brně a své prodejny měla v Česku a na Slovensku. Během prvních dvaceti let na trhu provozoval řetězec přes 135 prodejen OKAY. Dne 25 ledna 2025 byly uzavřeny poslední prodejny a poté i e-shop s výdejním místem a společnost skončila v insolvenci.[zdroj?]

## Historie
Společnost OKAY byla založena v roce 1994 Jindřichem Životským, absolventem Vysokého učení technického v Brně. Nápad podnikat v oblasti elektra vznikl během jeho stáže v Německu dva roky před založením společnosti. Po návratu domů začal s prodejem drobného elektra z Itálie a Belgie. Společnost OKAY vstoupila v roce 2002 i na slovenský trh. V roce 2007 otevřela svou stou prodejnu.[zdroj?]
V roce 2011 spustila společnost svůj internetový obchod a o rok později OKAY koupil společnost Jena, která tou dobou provozovala sedm velkoplošných prodejen s nábytkem v Česku. V některých prodejnách OKAY od té doby prodává jak elektrospotřebiče, tak i nábytek. V roce 2014 získal majitel společnosti Jindřich Životský ocenění EY Podnikatel roku 2014 Jihomoravského kraje.

## OKAY Market
V roce 2010 pod názvem OKAY Market vznikla v Brně síť franšízových obchodů s potravinami. V dubnu 2016 bylo v Brně 13 prodejen. OKAY Market prodával sortiment potravin, drogérie, smíšené zboží a rychlé občerstvení. Začátkem roku 2019 bylo provozování obchodní sítě s potravinami ukončeno.[zdroj?]

## Pokuty České obchodní inspekce
V roce 2011 ČOI prověřovala firmu z uvádění falešných slev na svém zboží. V roce 2017 pak dostala firma Okay pokutu 40 tis korun za prodej nebezpečných výrobků, které elektrickým proudem mohly poškodit spotřebitele.
Za neumožnění bezplatného zpětného odběru elektrospotřebičů, který nařizuje zákon, dostala firma v roce 2020 pokutu 150 tisíc korun.
V roce 2022 se objevily stížnosti zákazníků na nevracení záloh za nedodané zboží. K únoru 2022 ČOI tato obvinění prověřovala.

## Úpadek firmy a zavření poboček
Na svých webových stránkách oznámila v létě 2024 firma konec provozu všech prodejen a skladů ke 4. červenci 2024 a velký výprodej zboží. Byl to však pouze marketingový trik na zákazníky. Po pár dnech byly totiž prodejny z většiny částí znovu otevřeny. Podobná situace se odehrála v prodejnách firmy na Slovensku. Na začátku roku 2025 ale společnost skutečně zkrachovala.